# Canedo (Santa Maria da Feira)
Canedo ist ein Ort und eine ehemalige Gemeinde (Freguesia) im portugiesischen Kreis Santa Maria da Feira. Die Gemeinde hatte 6043 Einwohner (Stand 30. Juni 2011).
Am 29. September 2013 wurden die Gemeinden Canedo, Vale und Vila Maior zur neuen Gemeinde União das Freguesias de Canedo, Vale e Vila Maior zusammengeschlossen. Canedo ist Sitz dieser neu gebildeten Gemeinde.